# Final Fight 2
Final Fight 2 (ファイナルファイト2 Fainaru Faito Tsū) é um jogo de luta, no estilo beat 'em up, lançado em 1993 exclusivamente para o Super NES. Foi produzido pela Capcom. É a sequência direta do jogo de arcade de 1989 Final Fight. Final Fight 2 suporta jogos simultâneos para dois jogadores e possui um total de três personagens jogáveis que sãoː Mike Haggar (único da versão original), Maki Genryusai e Carlos Miyamoto. Final Fight 2 foi desenvolvido pela divisão de consumidores da Capcom, sem a versão anterior do coin-op. O jogo foi relançado no serviço Console Virtual do Wii em 2009 para as regiões da América do Norte e Europa.
Na trama do jogo, os três enfrentam o restante da gangue Mad Gear em vários locais da Ásia e da Europa para resgatar a irmã e o pai de Maki, que também são a noiva e a professor de Guy (personagem do primeiro game).
A Capcom acompanhou o jogo com outra sequência exclusiva do SNES, Final Fight 3, que viu o retorno de Guy à série. Nenhum dos novos personagens de Final Fight 2 retornou, embora Maki tenha aparecido em vários jogos de luta da Capcom anos depois.

## Jogabilidade
O Final Fight 2 não difere muito do Final Fight original em termos de jogabilidade, embora, ao contrário da versão SNES do primeiro jogo (e da versão alternativa Final Fight Guy), o Final Fight 2 tenha um modo cooperativo para dois jogadores, além do modo single-player. O jogador tem uma escolha entre três personagens: Haggar, que usa técnicas profissionais de luta livre; Maki, é uma mestra da escola fictícia de ninjutsu de Bushin-ryū Ninpō, semelhante a Guy do primeiro jogo; e Carlos, é um artista de martes marciais sul-americano de ascendência japonesa que usa uma espada para seu Movimento Especial. Através do uso de um código, dois jogadores podem selecionar o mesmo personagem. Como no jogo original, cada personagem tem seu próprio conjunto de técnicas e habilidades de luta exclusivas para cada personagem.
A jogabilidade permanece a mesma do jogo original. O jogador possui dois botões de ação principais (Ataque e Salto), que quando pressionados juntos, fazem com que o personagem execute seu Movimento Especial (um terceiro botão também pode ser designado para esse fim). O jogador passa por níveis lutando contra hordas de subordinados antes de alcançar um personagem chefe no final de cada estágio. Itens de restauração de saúde e outros itens de pontos de bônus estão escondidos em caixotes e barris quebráveis. Há também três armas recuperáveis no jogo, uma tonfa, um pedaço de madeira e uma faca. Há também uma "Boneca Genryusai", que torna o jogador invulnerável por um período limitado e uma "Boneca Guy", que dá uma vida extra ao jogador.
Há um total de seis etapas no jogo, cada uma delas em um local distinto da Eurásia: Hong Kong, França, Holanda, Inglaterra, Itália e Japão. Como no jogo original, o jogador será confrontado com vários tipos de personagens inimigos recorrentes no jogo. Os únicos personagens inimigos que retornam do jogo SNES original são a família Andore. Rolento, um personagem chefe que estava na primeiro Final Fight para Arcade porém cortado no port para SNES, retornando como um chefe neste jogo (com o nome "Rolent").
| Stage | Location   | Time       | Boss       |
| ----- | ---------- | ---------- | ---------- |
| 1     | Hong Kong  | 12:00pm    | Won Won    |
| 2     | France     | 5:00pm     | Freddie    |
| Bonus | Break Car  | Break Car  | Break Car  |
| 3     | Holland    | 4:00pm     | Bratken    |
| 4     | England    | 8:00pm     | Philippe   |
| Bonus | Break Drum | Break Drum | Break Drum |
| 5     | Italy      | 12:00pm    | Rolento    |
| 6     | Japan      | 11:30pm    | Retu       |

Na versão para SNES o jogador pode ajustar a dificuldade (junto com outras configurações) do jogo no menu de opções, cada dificuldade mostra apenas uma parte do final, para ver o final completo deve-se apenas completar o jogo na dificuldade "Expert".
A versão japonesa de Final Fight 2 para FAMICON apresenta dois personagens inimigos que foram retirados na versão internacional do jogo, chamados Mary e Eliza, que são inimigos femininos com técnicas acrobáticas, foram substituídas por dois personagens andrógenos masculinos chamados Leon e Robert nas versões internacionais do jogo. Além disso, o chefe do primeiro estágio, Won Won, empunha um cutelo na versão japonesa, que também foi removida nas versões estrangeiras.

## Enredo
O tempo passou desde que Mike Haggar, juntamente com seus amigos Cody e Guy, derrotaram a gangue Mad Gear e restauraram a paz em Metro City. Enquanto o trio continua vivendo suas vidas normais, com Cody tirando férias com sua namorada Jessica, Guy saiu para uma jornada de treinamento e desafios de lutas pelo mundo e Haggar continuando a administrar Metro City como prefeito, os membros sobreviventes do Mad Gear secretamente se reagruparam planejando sua vingança. um novo líder chamado Retu. Eles começam sequestrando a noiva de Guy no Japão, Rena, junto com seu pai e o antigo sensei de Guy, Genryusai.
Retu queria atrair Guy, porem o lutador estava sumido, sem dar noticias viajando pelo mundo, a irmã mais nova de Rena, Maki Genryusai, liga para Haggar do oriente e o informa da situação. Acompanhado por seu amigo Carlos Miyamoto que havia chegado em Metro City, Haggar vai no lugar de Guy e viaja para a Eurásia, lá se encontra com Maki, e os três se unem para enfrentar a recém-revivido Mad Gear. Após uma série de lutas em vários países, a trilha leva ao Japão, onde eles encontram o Dojo nas montanhas e lutam com Retu, o novo líder do Mad Gear. Os três derrotam Retu, que cai do precipicio, tendo um destino semelhante a Belger, chefe final no primeiro jogo, com isso o trio resgata Genryusai e Rena. Guy fica sabendo tardiamente da informação então escreve uma carta para seus amigos do exterior agradecendo por tudo o que fizeram.

## Continuidade
Embora os eventos do primeiro jogo tivessem a intenção de ser a "luta final" (Final Fight), este jogo a retomou adicionando uma luta temática ao primeiro game, e ainda tendo uma terceira sequencia chamada de Final Fight 3.

## Recepção
Segundo a Associated Press, Final Fight 2 não possui a quantidade de movimentos do Street Fighter II da Capcom, mas a adição de uma modalidade de dois jogadores foi vista como uma melhoria em relação ao SNES original. A AP classificou a música como média, mas elogiou os gráficos, em particular os fundos. Uma análise do Rocky Mountain News foi muito mais negativa, chamando o jogo de "representante singular das piores propriedades de um jogo de luta" e criticando-o por possuir "locais sombrios, personagens desinteressantes, jogabilidade sem desafios" e aderindo a fórmula "caminhada para a direita, toque no botão". A IGN ecoou os sentimentos sobre a jogabilidade repetitiva na crítica do lançamento do Virtual Console, chamando-o de "bastante simples" e "um pouco sem graça", mas ainda assim uma "experiência briguenta decente", embora lamentando que Guy não fosse incluído quando sua noiva foi sequestrada na história. No entanto, a Nintendo Power elogiou "grande jogo e personagens bem animados".

## Rivalidade
No seu lançamento, Final Fight 2 competia diretamente com Streets Of Rage do Mega Drive pelo reinado dos beat'em up dos 16 bits, sendo um exclusivo da Nintendo e Capcom numa parceria. 